# Alliklepa
Alliklepa est un village de la commune de Padise du comté de Harju en Estonie.
Au 31 décembre 2011, il compte 15 habitants.

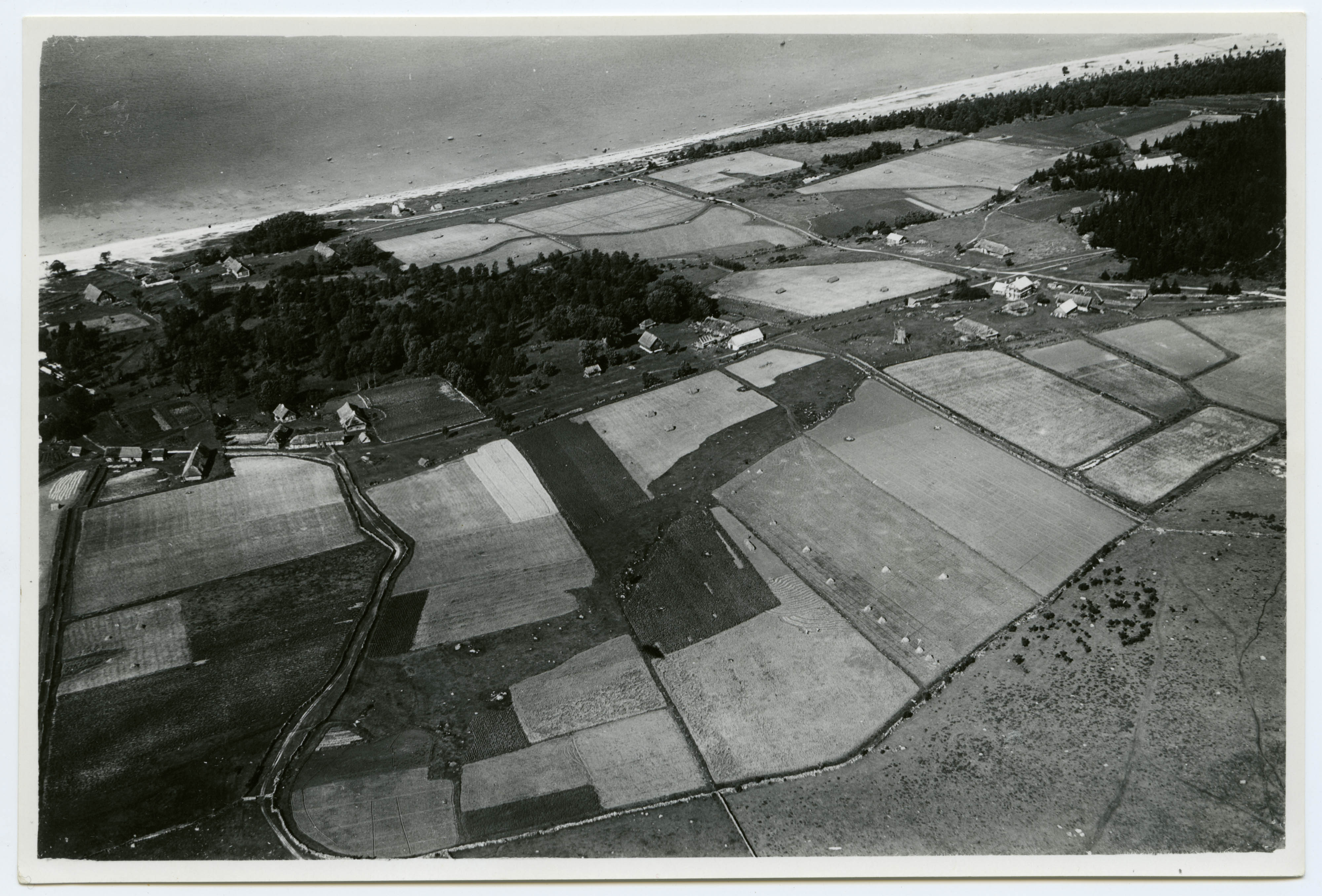
Alliklepa en 1934